# Leptobrachium rakhinensis
Espèce
Leptobrachium rakhinensis est une espèce d'amphibiens de la famille des Megophryidae.

## Répartition
Cette espèce se rencontre :
- en Inde dans l'État du Meghalaya ;
- au Bangladesh ;
- en Birmanie.

## Étymologie
Son nom d'espèce, composé de rakhin et du suffixe latin -ensis, « qui vit dans, qui habite », lui a été donné en référence au lieu de sa découverte, l'État de Rakhine.

## Publication originale
- Wogan, 2012 : A new species of Leptobrachium from Myanmar (Anura: Megophrydae). Zootaxa, no 3415, p. 23-36.